# 今日も昼ドキ!!ランチボックス
今日も昼ドキ!!ランチボックス（きょうもひるどき ランチボックス）は、秋田テレビで放送していたローカル情報番組である。

## 概要
- 番組開始当初は、ゲストを迎えてのトークやレジャー情報などをメインとする内容だった。その後中村和枝アナウンサー時代に『今日のランチ』が追加され、この頃から料理コーナーを主とした路線にシフトしていった。料理コーナーは、レストランシェフなどが出ていた。
- 中村アナの一身上の都合による退社で急遽抜擢されたのが谷桐子アナ。料理が得意だったため、秋田駅前の東北電気の展示室で番組収録を行っていたが、展示室が閉鎖されたため、閉鎖後は秋田市御所野の秋田市の施設で収録されるようになった。その後、谷アナ時代後期～後藤美咲アナ時代には秋田市泉南にある「サンウェーブ・秋田ショールーム」で番組収録を行っていた。たまに料理教室をすることもあった。

## 出演者
- MC・料理アシスタント：後藤美咲（当時秋田テレビアナウンサー、2007年4月～2008年9月）
- 料理指導：有坂和美（料理研究家、2007年4月～）

注釈が無いのは当時の秋田テレビアナウンサー。
- 綿引かおる
- 片桐千晶（2005年8月25日放送分）
- 中村和枝
- 谷桐子（現役、～2007年3月31日）
- ナレーション担当　藤田智彦
- 同上　塩田耕一

ゲストとして篠田潤子（元テレビ朝日アナウンサー）も出ていた。
- 同上（菜食美味）：加藤寿一
- 同上（菜食美味）：千田剛広